# شاكو أوياما
شاكو أوياما (باليابانية: 青山 修子) مواليد 19 ديسمبر 1987 في ماتشيدا، اليابان، هي لاعبة كرة مضرب يابانية تلعب باليد اليمنى وتحتل حالياً المرتبة رقم. 312 (8 فبراير 2016) في تصنيف رابطة محترفات كرة المضرب. أعلى تصنيف لها في الفردي كان المركز الـ 182 في سنة 2015.

## الخط الزمني للزوجي
مفتاح
| ف | ن | ن.ن | ر.ن | د# | د.م | ل | أ.أ | ت | غ | ب | ف | ذ | م.خ | ل.ت |

(ف) فاز بالبطولة (ن) وصل النهائي (ن.ن) نصف النهائي (ر.ن) ربع النهائي (د#) الأدوار الأربعة الأولى (د.م) دور المجموعات (ل) شارك في كأس ديفيز (أ.أ) خرج من الأدوار الاولى (ت) خسر التصفيات التأهيلية (غ) غاب عن الحدث أو البطولة (ب) حصل على ميدالية برونزية (ف) حصل على ميدالية فضية (ذ) حصل على ميدالية ذهبية (م.خ) بطولة الماسترز خُفضت إلى مرتبة أقل (ل.ت) البطولة لم تعقد في السنة المعينة.
لتجنب الارتباك وازدواجية الحساب، يتم تحديث هذه المعلومات إما في نهاية البطولة، أو عندما تكون مشاركة اللاعب في البطولة قد انتهت.
| دورات الجراند سلام            |     |     |     |     |     |      |
| بطولة أستراليا المفتوحة للتنس | غ   | غ   | د2  | د1  | د1  | 1–3  |
| دورة رولان غاروس الدولية      | غ   | غ   | د1  | د2  | د1  | 1–3  |
| ويمبلدون                      | د1  | غ   | ن.ن | د3  | د1  | 6–4  |
| أمريكا المفتوحة               | د1  | غ   | د1  | د1  | د1  | 0–4  |
| فوز-خسارة                     | 0–2 | 0–0 | 5–4 | 3–4 | 0-4 | 8–14 |

## روابط خارجية
- شاكو أوياما على موقع رابطة محترفات التنس (الإنجليزية)
- شاكو أوياما على موقع الاتحاد الدولي لكرة المضرب (الإنجليزية)
- شاكو أوياما على موقع كأس بيلي جين كينغ (الإنجليزية)
- شاكو أوياما على موقع بطولة ويمبلدون (الإنجليزية)
- شاكو أوياما على موقع خلاصة التنس.كوم (الإنجليزية)
- شاكو أوياما على موقع إي إس بي إن.كوم (الإنجليزية)
- شاكو أوياما على موقع اللجنة الأولمبية الدولية (الإنجليزية)
- شاكو أوياما على موقع أوليمبيديا (الإنجليزية)